# Thingstätte (Halle (Saale))

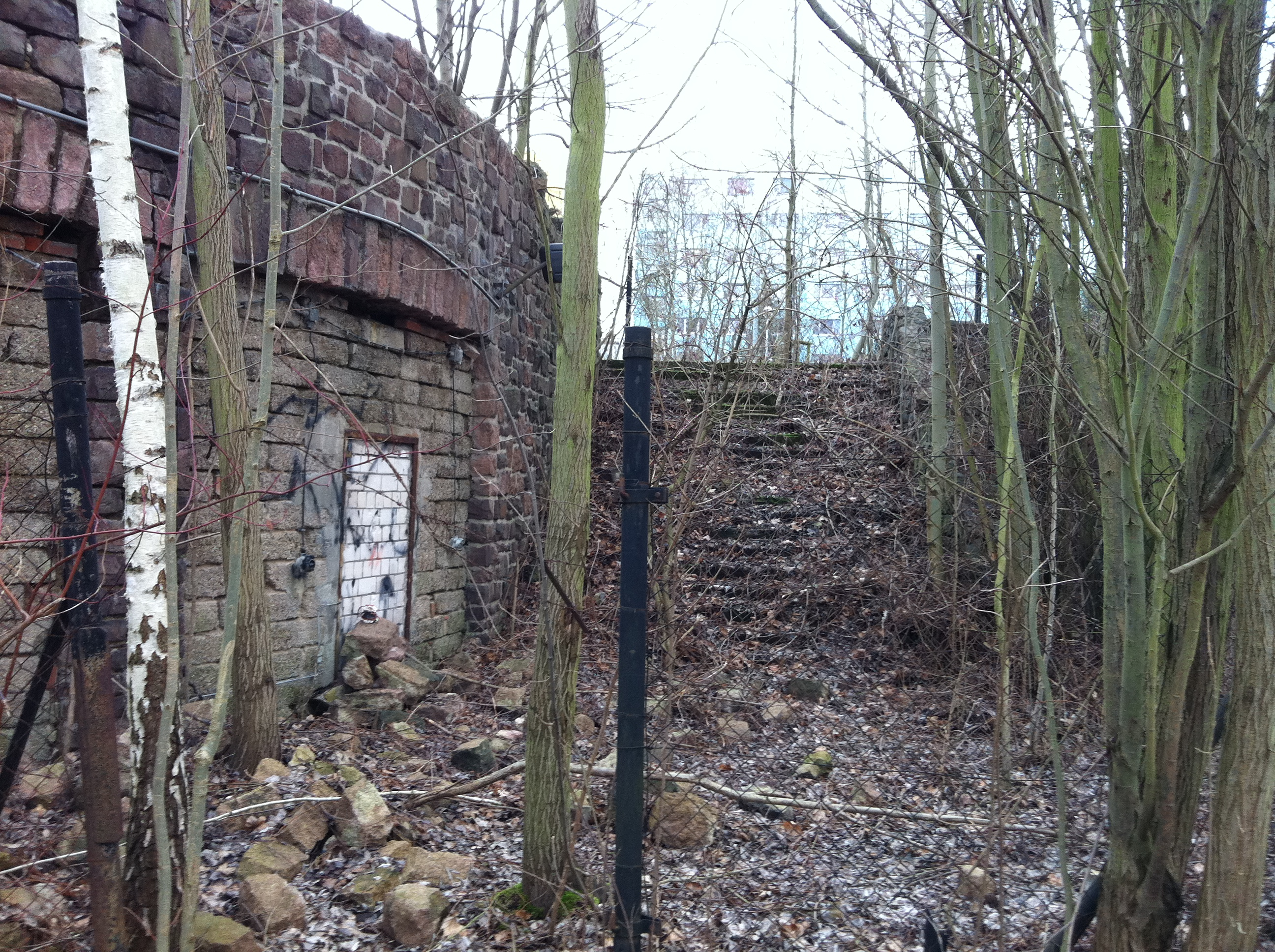
Thingstätte Halle, zugemauerte Kuppelhalle

Die Thingstätte Halle (auch Thingstätte Brandberge) ist ein Thingplatz der NS-Thingbewegung in den Brandbergen in Halle (Saale).

## Geschichte
Am 19. Februar 1934 erfolgte im Auftrag der NSDAP-Gaupropagandaleitung des Gaues Halle-Merseburg der erste Spatenstich und am 30. April 1934 wurde die Thingstätte  Brandberge als „erste Thingstätte des Reiches“ fertiggestellt. Am 1. Mai 1934 wurde sie ihrer Bestimmung als Aufführungsstätte für nationalsozialistische Thingspiele und politische Aufmärsche übergeben.
Anfang der 1950er Jahre wurde der südliche Teil der Sitzplätze der Freilichtbühne mit Gebäuden der Martin-Luther-Universität Halle-Wittenberg und Ende der 1970er Jahre im mittleren Bereich der Bühne mit Studentenwohnheimen überbaut. Das frühere Spielfeld wird heutzutage als Parkplatz genutzt. Die festen Bauten der Thingstätte sind fast komplett erhalten, aber teilweise verfallen und überwachsen.
Die Thingstätte steht auf der halleschen Denkmalliste als wichtiges geschichtliches Zeugnis für die Architektur und Propagandakultur der NS-Diktatur.

## Architektur

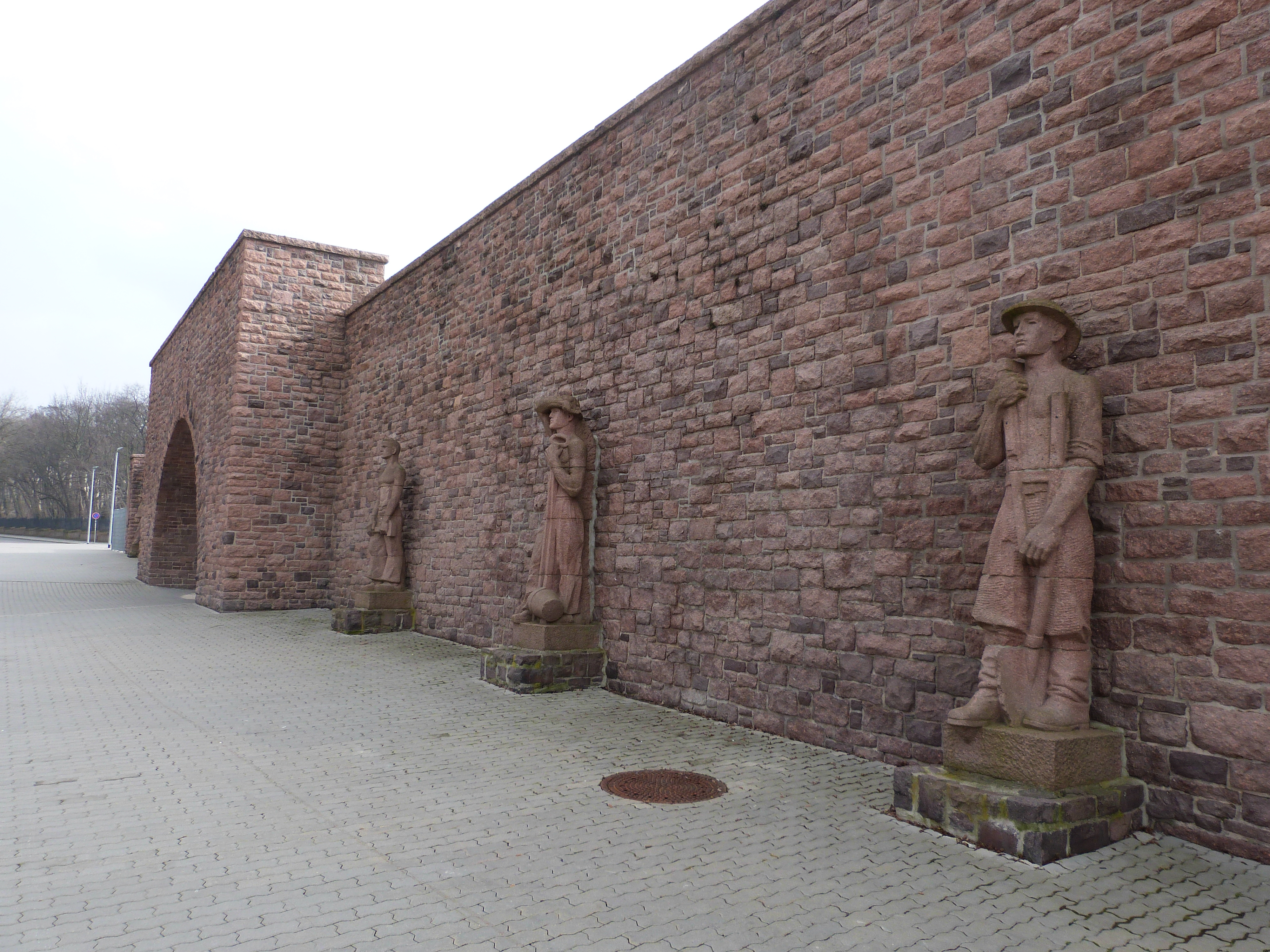
Drei der Arbeiterstandbilder des Bildhauers Alfred Vocke

Der Bau, für den vor allem in der Region vorkommender Porphyr verwendet wurde, erfolgte nach Plänen des Architekten Ludwig Moshamer und wurde geleitet von Walter Tießler und Wilhelm Jost. Errichtet wurde in Hanglage unter anderem ein Thingplatz mit geöffneter Kuppelhalle sowie 5.050 Sitzplätzen und etwa 450 Stehplätzen auf einer parabelförmig erweiterten halbkreisförmigen Freilichtbühne von etwa 10.000 m² mit jeweils einem Vor-, Mittel- und Hochspielfeld. In den Hochbau des von zwei altarähnlichen Podesten mit Feuerschalen begrenzten obersten Spielfeldes wurde eine Ehrenhalle der Arbeit integriert. Dem Hochspielfeld war ein Aufmarschplatz für bis zu 300.000 Personen vorgelagert.
In der Ehrenhalle der Arbeit waren kreisförmig sechs überlebensgroße Arbeiterstandbilder aus rotem Löbejüner Rhyolith (Quarzporphyr) des Bildhauers Alfred Vocke angeordnet, die zu Zeiten der DDR trotz nationalsozialistischer Vergangenheit als erhaltenswert eingeschätzt und 1951 am halleschen Kurt-Wabbel-Stadion aufgestellt wurden. Nach Abriss und Umbau des Kurt-Wabbel-Stadions wurde die denkmalgeschützte Außenmauer mit den Arbeiterstandbildern in das neu erbaute Stadion integriert.

## Veranstaltungen
Bereits im Februar 1934 wurde die Mitteldeutsche Spielgemeinschaft als Träger der zukünftigen Veranstaltungen in der Thingstätte Brandberge gegründet. Zum ersten Spatenstich am 19. Februar 1934 wurde ein Festmarsch und chorisches Spiel mit dem Titel Wir bauen von einer Kapelle und Chor des Reichsarbeitsdiensts durchgeführt. Die Übergabe der Thingstätte am 1. Mai 1934 wurde mit einem Festthing, einer Aufführung von etwa 2000 Schauspielern vor über 4000 Zuschauern, gefeiert.
Die erste offizielle Veranstaltung, nach der Übergabefeier, Neurode – ein Spiel von deutscher Arbeit nach Kurt Heynicke, fand am 5. Juni 1934 statt. Das Stück dauerte etwa drei Stunden und wurde mit einem Fahnenaufmarsch und dem Horst-Wessel-Lied abgeschlossen. Vom 11. bis 14. September 1934 wurde Kurt Eggers Das große Wandern: Ein Spiel vom ewigen deutschen Schicksal aufgeführt, das die Geschichte der Jugendbewegung zum Thema hatte. Im Jahr 1935 wurde Kurt Eggers Der Weg ins Reich aufgeführt. Ab 1936 führte die „Freilichtbühne e. V. Halle“ in der Thingstätte die Mitteldeutschen Festspiele durch.